# Hideo Shima
Hideo Shima (en japonais 島 秀雄 (Shima Hideo) né le 20 mai 1901 et mort le 18 mars 1998 est un ingénieur japonais qui est à l'origine du Shinkansen, le train à grande vitesse japonais. Hideo Shima est également le premier dirigeant de l'agence spatiale japonaise NASDA créée en 1969 pour développer les satellites d'application et les lanceurs à forte puissance.